# Ki mit tud? (1965)
A Ki mit tud? Magyar Televízió kulturális tehetségkutató műsorának harmadik kiadása, amelyet 1965. április 4. és június 12. között közvetítettek. A két estéből álló döntőt a Budapesti Műszaki Egyetem aulájában rendezték meg.
A műsort Megyeri Károly vezette második alkalommal. A döntőben lévő zsűritagok Herskó János, Kamarás Rezső, Kazimir Károly, Kerekes János, Keres Emil, Orosz László (zsűri elnöke, a KISZ KB titkára), Pernye András és Petrovics Emil voltak. A döntő első estéjén (kamaraelőadásokat adtak elő) még kiegészült a zsűri Békés Józseffel, a második estén pedig Baross Imre, Erdős András, Fejér István, Gonda János, Körtvélyesi Géza és Maácz László csatlakozott a zsűrihez.
A győztesek között többek között olyan későbbi ismert előadók szerepeltek, mint Kovács Kati énekes, Ungár Anikó bűvész, Zádori Mária énekművész (ekkor még Horváth Mária néven) és a pécsi Bóbita bábegyüttes. De a döntőben tűnt fel Harangozó Teri táncdalénekes, Kováts Kolos operaénekes valamint Benedek Miklós, Vallai Péter és Dévényi Tibor is, mint a Reneszánsz paródiaegyüttes tagjai.
Ugyancsak ezen a Ki mit tud?-on szerepelt Mary Zsuzsi és a középdöntős Fricska paródiaegyüttes tagjaként Heller Tamás is.
A műsor szerkesztői Békés József és Karácsondi Miklós voltak, az adások rendezője pedig Pauló Lajos.

## Évad áttekintése
A Magyar Televízió és a KISZ Központ Bizottsága a vetélkedőt akkor két jelentősebb esemény – az ország felszabadításának 20. évfordulója és a nyári IX. Világifjúsági Találkozó – jegyében rendezték meg. Minden eddiginél több ember jelentkezett a vetélkedőre, amiről a Magyar Rádió és Televízió évi zárójelentése is tanúskodik:
Az 1965. évi Ki mit tud?-ra összesen 28.642 fő jelentkezett, a fenti szám 7842 produkció résztvevőiből tevődik össze. Az országban 96 alkalommal rendeztek helyi, városi, járási, kerületi versenyeket és 31 alkalommal megyei, megyei jogú városi, illetve hadseregbeli döntőket. A műsorokon mintegy 180.000 néző volt jelen. ...Megállapíthatjuk, hogy a verseny megvalósította a célkitűzéseket, eredményesen szolgálta a fiatalok, a népek barátságának gondolatát (pl. nemzetiségi együttesek szerepeltetése). Népszerűsítette a VIT-et. A nézők és a sajtó egybehangzó megállapítása szerint a műsorok során kitűnt, hogy mennyi fiatal foglalkozik élénk érdeklődéssel a művészetek legkülönbözőbb ágaival - munkájuk, tanulásuk mellett - igen magas szinten.
A már televízió által is közvetített fordulókba végül 116 produkció került be (ebből 74 vidéki és 42 fővárosi). A műsor különböző helyszínekről jelentkezett be: a nyolc elődöntőt a budapesti Bolgár Kultúrotthon (a mai Bolgár Művelődési Ház) mellett vidéki városokból (Debrecen, Szeged, Szombathely), a három középdöntőt a Bolgár Kultúrotthonból, a két estére bontott döntőt pedig a Budapesti Műszaki Egyetem aulájából közvetítették. A műsorban első alkalommal szerepelt az "Irodalmi színpad" kategória, amelyben amatőr színjátszó körök vetélkedtek egymással.
A győztesek közül hat fellépő nyert utazást eredetileg az algériai Algírban rendezésre kerülő Világifjúsági Találkozóra: Kovács Kati (táncdal), Borbély László (szavalat-versmondás), Ungár Anikó (egyéb-bűvész), Szelecsényi Norbert (szólóhangszer), Horváth Mária (klasszikus ének), Bóbita bábegyüttes (egyéb), továbbá különdíjasokként a Trencsényi-Kovács artistapáros és Korzsényi Tibor (egyéb-bűvész).
A Ki mit tud?-döntő után pár nappal az Algériában bekövetkezett államcsíny miatt később elhalasztották a VIT-et és a díjazottak helyette egy Moszkva—Leningrád—Helsinki—Stockholm—Berlin körutazáson vehettek részt. A többi díjazott külföldi társasutazást nyert Lengyelországba és Szovjetunióba.

### Döntő (június 10. és 12.)
Kategóriagyőztes |       Különdíjas
| #                                | Versenyzők                                                                      | Kategória        | Eredmény |
| -------------------------------- | ------------------------------------------------------------------------------- | ---------------- | -------- |
| Döntő I. rész – 1965. június 10. |                                                                                 |                  |          |
| 1                                | Tanítóképző Intézet Márkus Emilia irodalmi színpada (Szombathely)               | Irodalmi színpad | Döntős   |
| 2                                | Fiatalok Vidám Színpada (Kaposvár)                                              | Irodalmi színpad | Döntős   |
| 3                                | Műszaki Egyetem és a XIII. kerületi Művelődési Ház irodalmi színpada (Budapest) | Irodalmi színpad | Győztes  |
| 4                                | Móricz Zsigmond Gimnázium Juventus kórusa (Budapest)                            | Kamarakórus      | Győztes  |
| 5                                | Kanizsai Dorottya Gimnázium kórusa (Budapest)                                   | Kamarakórus      | Döntős   |
| 6                                | Egyesített Tiszti Iskola rézfúvós kamarazenekara                                | Kamarazenekar    | Győztes  |
| 7                                | Erkel Ferenc Gimnázium kamarazenekara (Cegléd)                                  | Kamarazenekar    | Döntős   |
| 8                                | Szelecsényi Norbert (zongora)                                                   | Szólóhangszer    | Győztes  |
| 9                                | Paska Gábor (zongora)                                                           | Szólóhangszer    | Döntős   |

| #                                 | Versenyzők                                  | Kategória       | Eredmény |
| --------------------------------- | ------------------------------------------- | --------------- | -------- |
| Döntő II. rész – 1965. június 12. |                                             |                 |          |
| 1                                 | Balikó-testvérek                            | Táncdal         | Döntős   |
| 2                                 | Harangozó Teréz                             | Táncdal         | Döntős   |
| 3                                 | Kovács Katalin                              | Táncdal         | Győztes  |
| 4                                 | Szabó Erzsébet (próza)                      | Szavalat        | Döntős   |
| 5                                 | Román Katalin (vers)                        | Szavalat        | Döntős   |
| 6                                 | Bacsó Erzsébet (próza)                      | Szavalat        | Győztes  |
| 7                                 | Lantos Ferenc                               | Szavalat        | Döntős   |
| 8                                 | Borbély László (vers)                       | Szavalat        | Győztes  |
| 9                                 | Bóbita bábegyüttes                          | Egyéb           | Győztes  |
| 10                                | Reneszánsz paródiaegyüttes                  | Egyéb           | Győztes  |
| 11                                | Korzsényi Tibor (bűvész)                    | Egyéb           | Döntős   |
| 12                                | Ungár Anikó (bűvész )                       | Egyéb           | Győztes  |
| 13                                | Trencsényi-Kovács artistapáros              | Egyéb           | Döntős   |
| 14                                | Horváth Mária                               | Klasszikus ének | Győztes  |
| 15                                | Spirituále-trió                             | Klasszikus ének | Döntős   |
| 16                                | Zámbó Irén                                  | Klasszikus ének | Döntős   |
| 17                                | Kovács Kolos                                | Klasszikus ének | Döntős   |
| 18                                | Nemzetiségi Táncegyüttes (Budapest)         | Népi tánc       | Döntős   |
| 19                                | HVDSZ Bihari János táncegyüttese (Budapest) | Népi tánc       | Győztes  |
| 20                                | Flottilla zenekar (Budapest)                | Tánczene        | Döntős   |
| 21                                | Mokka zenekar (Dunaújváros)                 | Tánczene        | Győztes  |
| 22                                | Szinkron zenekar (Budapest)                 | Tánczene        | Döntős   |

- A különböző sajtótermékekben a külföldi nevű együttesek különböző írásmóddal voltak írva: Reneszánsz/Renaissance, illetve Szinkron/Synkron/Synchron.

## Érdekességek
- A döntős szereplőkkel albumot is kiadtak.[15][16]
- A Reneszánsz paródiaegyüttes tagjai nyereményként egy 13 kötetes Gorkij válogatást kaptak.[17]